# 鼻背動脈
鼻背動脈（びはいどうみゃく）は、頭頸部の動脈の一つ。眼動脈の2本の終枝の一つ。

## 経路
鼻背動脈は眼窩にて現れ、内側眼瞼靱帯の上へ向かい、涙嚢上部への枝を出した後、2本の枝に分かれる。
- 一本は鼻を横切り、眼角動脈と吻合する。
- もう一本は鼻背を走り、その外側に栄養を供給し、反対側の枝や顔面神経の枝である外側鼻動脈と吻合する。

## External links
- Dorsal+nasal+artery - eMedicine Dictionary

この記事にはパブリックドメインであるグレイ解剖学第20版（1918年）571ページ本文が含まれています。